# 圣普罗热
圣普罗热（法語：Saint-Projet，法語發音：[sɛ̃ pʁɔʒɛ]）是法国洛特省的一个市镇，属于古尔东区。

## 地理
圣普罗热（44°44'41"N, 1°29'26"E）面积15.83 平方千米，位于法国奧克西塔尼大區洛特省，该省份为法国西南部内陆省份，北起顺时针与科雷兹省、康塔爾省、阿韦龙省、塔恩-加龙省、洛特-加龍省和多尔多涅省接壤。
与圣普罗热接壤的市镇（或旧市镇、城区）包括：卡莱斯、卡尔吕塞、日努亚克、雷亚盖、苏西拉克、勒维冈。

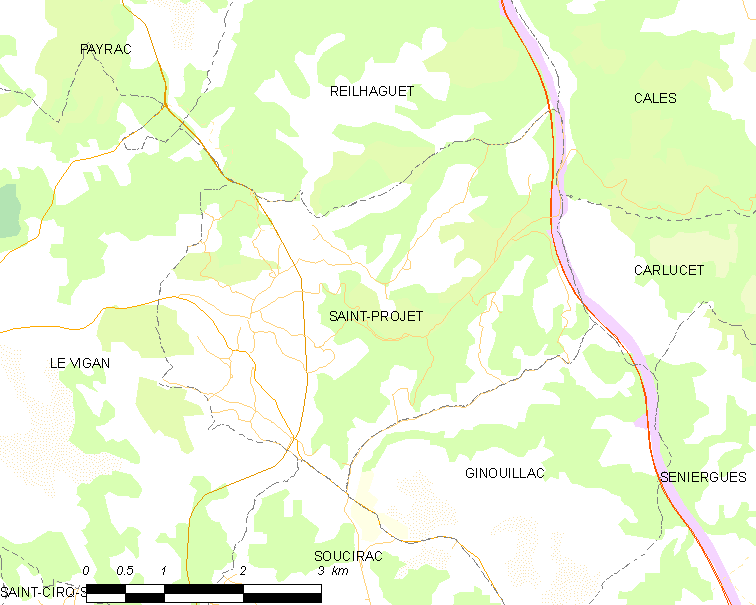
圣普罗热的OSM定位图

圣普罗热的时区为UTC+01:00、UTC+02:00（夏令时）。

## 行政
圣普罗热的邮政编码为46300，INSEE市镇编码为46290。

## 政治
圣普罗热所属的省级选区为古尔东县。

## 人口

1962-2008年间圣普罗热人口变化图示

圣普罗热于2022年1月1日时的人口数量为354人。